# Arrondissement de Laon
L'arrondissement de Laon est une division administrative française, située dans le département de l'Aisne et la région Hauts-de-France.

## Histoire
L'arrondissement est l'un des cinq arrondissements de l'Aisne, créés par la loi du 28 pluviôse an VIII (17 février 1800), en même temps que les autres arrondissements français.
La commune de Gernicourt, ayant émis le souhait de fusionner avec celle de Cormicy, dans la Marne sous le régime de la commune nouvelle, par décret n°2016-1912 du 28 décembre 2016, elle est rattachée au département de la Marne le 31 décembre 2016. Gernicourt devient le 1er janvier 2017, une commune déléguée de Cormicy, par décret du 31 décembre 2016.
Ses limites sont modifiées le 1er janvier 2017 par arrêté préfectoral du 20 décembre 2016.

## Composition

### 1800-1973
L'arrondissement comprend 11 cantons dont Anizy-le-Château, Chauny, Coucy-le-Château, Craonne, Crécy-sur-Serre, La Fère, Laon, Marle, Montcornet, Neufchâtel et Sissonne. En 1804, le chef-lieu du canton de Montcornet est transféré à Rozoy-sur-Serre et prend le nom de canton de Rozoy-sur-Serre.

### Période 1973 à 2015
Après le décret du 23 juillet 1973, l'arrondissement comprend 13 cantons dont Anizy-le-Château, Chauny, Coucy-le-Château, Craonne, Crécy-sur-Serre, La Fère, Laon-Nord, Laon-Sud, Marle, Neufchâtel-sur-Aisne, Rozoy-sur-Serre, Sissonne et Tergnier.
Avant le redécoupage des cantons de 2014, effectif en mars 2015, l'arrondissement comprend toujours 13 cantons et 278 communes.

### Période 2015 et 2016
Contrairement à l'ancien découpage où chaque canton était inclus à l'intérieur de l'arrondissement, le canton reste une simple circonscription électorale, mais il perd son caractère de circonscription administrative, existant depuis la Révolution française. Le nouveau découpage cantonal s'affranchit donc des limites des arrondissements. L'arrondissement de Laon comprend cinq cantons entiers (Chauny, Guignicourt, Laon-1, Laon-2 et Tergnier) et cinq cantons partiels (Fère-en-Tardenois, Marle, Vervins et Vic-sur-Aisne). Sa composition communale reste inchangée.
Le tableau suivant présente la répartition des cantons et de leurs communes par arrondissement :
| N° | Canton            | Laon               | Château-Thierry | Soissons | Vervins |
| -- | ----------------- | ------------------ | --------------- | -------- | ------- |
| 3  | Chauny            | 21                 |                 |          |         |
| 5  | Fère-en-Tardenois | 1                  | 20              | 63       |         |
| 6  | Guignicourt       | 77                 |                 |          |         |
| 9  | Laon-1            | 29 + Fraction Laon |                 |          |         |
| 10 | Laon-2            | 24 + Fraction Laon |                 |          |         |
| 11 | Marle             | 42                 |                 |          | 23      |
| 18 | Tergnier          | 24                 |                 |          |         |
| 19 | Vervins           | 30                 |                 |          | 36      |
| 20 | Vic-sur-Aisne     | 28                 |                 | 22       |         |
|    |                   | 278                |                 |          |         |

La commune de Gernicourt quitte l'arrondissement le 31 décembre 2016 pour rejoindre l'arrondissement de Reims dans la Marne. L'arrondissement compte provisoirement 277 communes.

### À partir de 2017
Au 1er janvier 2017, une réorganisation des arrondissements est effectuée, pour mieux intégrer les récentes modifications des intercommunalités et faire coïncider les arrondissements aux circonscriptions législatives ; trois communes (Audignicourt, Monampteuil et Vassens) passent de Laon vers Soissons et trente communes passent de Laon vers Vervins : Archon, Les Autels, Berlise, Brunehamel, Chaourse, Chéry-lès-Rozoy, Clermont-les-Fermes, Cuiry-lès-Iviers, Dagny-Lambercy, Dizy-le-Gros, Dohis, Dolignon, Grandrieux, Lislet, Montcornet, Montloué, Morgny-en-Thiérache, Noircourt, Parfondeval, Raillimont, Renneval, Résigny, Rouvroy-sur-Serre, Rozoy-sur-Serre, Sainte-Geneviève, Soize, Le Thuel, Vigneux-Hocquet, La Ville-aux-Bois-lès-Dizy, Vincy-Reuil-et-Magny,. Elle regroupe alors 244 communes.
Le 1er janvier 2019, trois communes nouvelles sont créées au sein de l'arrondissement de Laon. Anizy-le-Grand est issue de la fusion d'Anizy-le-Château, de Faucoucourt et de Lizy. Les communes de Cessières et de Suzy fusionnent pour former la commune de Cessières-Suzy tandis que la commune nouvelle de Villeneuve-sur-Aisne est créée par la fusion des communes de Guignicourt et de Menneville. L'arrondissement comprend désormais 240 communes.
Au 1er janvier 2024, l'arrondissement groupe les 240 communes suivantes :
1. Abbécourt
2. Achery
3. Agnicourt-et-Séchelles
4. Aguilcourt
5. Aizelles
6. Amifontaine
7. Amigny-Rouy
8. Andelain
9. Anguilcourt-le-Sart
10. Anizy-le-Grand
11. Arrancy
12. Assis-sur-Serre
13. Athies-sous-Laon
14. Aubigny-en-Laonnois
15. Aulnois-sous-Laon
16. Autremencourt
17. Autreville
18. Barenton-Bugny
19. Barenton-Cel
20. Barenton-sur-Serre
21. Barisis-aux-Bois
22. Bassoles-Aulers
23. Beaumont-en-Beine
24. Beaurieux
25. Beautor
26. Berrieux
27. Berry-au-Bac
28. Bertaucourt-Epourdon
29. Bertricourt
30. Besmé
31. Besny-et-Loizy
32. Béthancourt-en-Vaux
33. Bichancourt
34. Bièvres
35. Blérancourt
36. Bois-lès-Pargny
37. Boncourt
38. Bosmont-sur-Serre
39. Bouconville-Vauclair
40. Bouffignereux
41. Bourg-et-Comin
42. Bourguignon-sous-Coucy
43. Bourguignon-sous-Montbavin
44. Brancourt-en-Laonnois
45. Braye-en-Laonnois
46. Brie
47. Bruyères-et-Montbérault
48. Bucy-lès-Cerny
49. Bucy-lès-Pierrepont
50. Caillouël-Crépigny
51. Camelin
52. Caumont
53. Cerny-en-Laonnois
54. Cerny-lès-Bucy
55. Cessières-Suzy
56. Chaillevois
57. Chalandry
58. Chambry
59. Chamouille
60. Champs
61. Charmes
62. Châtillon-lès-Sons
63. Chaudardes
64. Chauny
65. Chérêt
66. Chermizy-Ailles
67. Chéry-lès-Pouilly
68. Chevregny
69. Chivres-en-Laonnois
70. Chivy-lès-Étouvelles
71. Cilly
72. Clacy-et-Thierret
73. Colligis-Crandelain
74. Commenchon
75. Concevreux
76. Condé-sur-Suippe
77. Condren
78. Corbeny
79. Coucy-la-Ville
80. Coucy-le-Château-Auffrique
81. Coucy-lès-Eppes
82. Courbes
83. Courtrizy-et-Fussigny
84. Couvron-et-Aumencourt
85. Craonne
86. Craonnelle
87. Crécy-au-Mont
88. Crécy-sur-Serre
89. Crépy
90. Cuirieux
91. Cuiry-lès-Chaudardes
92. Cuissy-et-Geny
93. Danizy
94. Dercy
95. Deuillet
96. Ébouleau
97. Eppes
98. Erlon
99. Étouvelles
100. Évergnicourt
101. La Fère
102. Festieux
103. Folembray
104. Fourdrain
105. Fresnes-sous-Coucy
106. Fressancourt
107. Frières-Faillouël
108. Froidmont-Cohartille
109. Gizy
110. Goudelancourt-lès-Berrieux
111. Goudelancourt-lès-Pierrepont
112. Grandlup-et-Fay
113. Guivry
114. Guny
115. Guyencourt
116. Jumencourt
117. Jumigny
118. Juvincourt-et-Damary
119. Landricourt
120. Laniscourt
121. Laon
122. Lappion
123. Laval-en-Laonnois
124. Leuilly-sous-Coucy
125. Lierval
126. Liesse-Notre-Dame
127. Liez
128. Lor
129. Mâchecourt
130. Maizy
131. La Malmaison
132. Manicamp
133. Marchais
134. Marcy-sous-Marle
135. Marest-Dampcourt
136. Marle
137. Martigny-Courpierre
138. Mauregny-en-Haye
139. Mayot
140. Mennessis
141. Merlieux-et-Fouquerolles
142. Mesbrecourt-Richecourt
143. Meurival
144. Missy-lès-Pierrepont
145. Molinchart
146. Monceau-lès-Leups
147. Monceau-le-Waast
148. Mons-en-Laonnois
149. Montaigu
150. Montbavin
151. Montchâlons
152. Monthenault
153. Montigny-le-Franc
154. Montigny-sous-Marle
155. Montigny-sur-Crécy
156. Mortiers
157. Moulins
158. Moussy-Verneuil
159. Muscourt
160. Neufchâtel-sur-Aisne
161. Neuflieux
162. La Neuville-Bosmont
163. La Neuville-en-Beine
164. Neuville-sur-Ailette
165. Nizy-le-Comte
166. Nouvion-et-Catillon
167. Nouvion-le-Comte
168. Nouvion-le-Vineux
169. Œuilly
170. Ognes
171. Orainville
172. Orgeval
173. Oulches-la-Vallée-Foulon
174. Paissy
175. Pancy-Courtecon
176. Parfondru
177. Pargnan
178. Pargny-les-Bois
179. Pierremande
180. Pierrepont
181. Pignicourt
182. Pinon
183. Ployart-et-Vaurseine
184. Pontavert
185. Pont-Saint-Mard
186. Pouilly-sur-Serre
187. Prémontré
188. Presles-et-Thierny
189. Prouvais
190. Proviseux-et-Plesnoy
191. Quierzy
192. Quincy-Basse
193. Remies
194. Rogécourt
195. Roucy
196. Royaucourt-et-Chailvet
197. Saint-Aubin
198. Sainte-Croix
199. Saint-Erme-Outre-et-Ramecourt
200. Saint-Gobain
201. Saint-Nicolas-aux-Bois
202. Saint-Paul-aux-Bois
203. Saint-Pierremont
204. Sainte-Preuve
205. Saint-Thomas
206. Samoussy
207. Selens
208. La Selve
209. Septvaux
210. Servais
211. Sinceny
212. Sissonne
213. Sons-et-Ronchères
214. Tavaux-et-Pontséricourt
215. Tergnier
216. Thiernu
217. Toulis-et-Attencourt
218. Travecy
219. Trosly-Loire
220. Trucy
221. Ugny-le-Gay
222. Urcel
223. Variscourt
224. Vassogne
225. Vaucelles-et-Beffecourt
226. Vauxaillon
227. Vendresse-Beaulne
228. Verneuil-sous-Coucy
229. Verneuil-sur-Serre
230. Versigny
231. Vesles-et-Caumont
232. Veslud
233. La Ville-aux-Bois-lès-Pontavert
234. Villeneuve-sur-Aisne
235. Villequier-Aumont
236. Viry-Noureuil
237. Vivaise
238. Vorges
239. Voyenne
240. Wissignicourt

## Administration
Le secrétaire général de la préfecture de l'Aisne, premier collaborateur du préfet de département est aussi le sous-préfet de l'arrondissement du chef-lieu. Le sous-préfet de l'arrondissement est actuellement Alain Ngouoto depuis le 1er février 2021.
| Période           | Période           | Identité                 | Fonction précédente                                                | Observation                                                              |
| ----------------- | ----------------- | ------------------------ | ------------------------------------------------------------------ | ------------------------------------------------------------------------ |
| ...               | ...               | ...                      | ...                                                                | ...                                                                      |
| vers 1815         |                   | Louis-Félix Roux         |                                                                    |                                                                          |
| ...               | ...               | ...                      | ...                                                                | ...                                                                      |
| ?                 | 3 septembre 1990  | Hubert Galzy             |                                                                    | Sous-préfet de Provins                                                   |
| 3 septembre 1990  | 21 septembre 1992 | Pierre Soubelet,         | Secrétaire général adjoint de la préfecture du Nord                | Secrétaire général de la préfecture de Maine-et-Loire                    |
| 21 septembre 1992 | 21 septembre 1994 | Jean-Paul Kihl,          | Sous-préfet de 1re classe en service détaché                       | Administrateur civil de 1re classe                                       |
| 30 septembre 1994 | 18 février 1998   | Michel Bergue,           | Administrateur civil                                               | Secrétaire général de la préfecture de la Haute-Savoie                   |
| 18 février 1998   | 28 août 2000      | Bernard Zahra,           | Administrateur civil détaché en qualité de sous-préfet 1re classe  | Administrateur civil détaché en qualité de sous-préfet hors classe       |
| 28 août 2000      | 26 mars 2004      | Marie-Josèphe Perdereau, | Secrétaire générale de la préfecture de l'Eure                     | Administratrice civile détachée en qualité de sous-préfète hors classe   |
| 29 mars 2004      | 14 mai 2004       | Abdel Aïssou,            | Sous-préfet chargé de mission auprès du préfet des Alpes-Maritimes | Nomination annulé Conseiller technique auprès du ministre de l'Intérieur |
| 4 mai 2004        | 4 juin 2009       | Simone Mielle,           | Sous-préfète de Metz-Campagne                                      | Sous-préfète hors classe                                                 |
| 4 juin 2009       | 28 octobre 2010   | Jehan-Éric Winckler,     | Administrateur civil hors classe                                   | Sous-préfet hors cadre                                                   |
| 28 octobre 2010   | 14 février 2014   | Jackie Leroux-Heurtaux,  | Sous-préfet de Charolles                                           | Sous-préfet de Montbéliard                                               |
| 14 février 2014   | 23 mars 2016      | Bachir Bakhti,           | Administrateur civil hors classe détaché                           | Secrétaire général de la préfecture de Saône-et-Loire                    |
| 21 avril 2016     | 19 décembre 2017  | Perrine Barré,           | Administratrice civile hors classe                                 | Réintégration dans son corps d'origine                                   |
| 2 janvier 2018    | 15 janvier 2021   | Pierre Larrey,           | Administrateur civil hors classe                                   | Secrétaire général de la préfecture de la Corse-du-Sud                   |
| 1er février 2021  | En cours          | Alain Ngouoto            | Sous-préfet hors classe                                            |                                                                          |

## Démographie
En 2022, l'arrondissement comptait 153 495 habitants.
| 1962    | 1968    | 1975    | 1982    | 1990    | 1999    | 2006    | 2011    | 2016    |
| ------- | ------- | ------- | ------- | ------- | ------- | ------- | ------- | ------- |
| 164 225 | 165 780 | 164 118 | 163 698 | 163 625 | 162 873 | 165 635 | 166 594 | 157 371 |

| 2021    | 2022    | - | - | - | - | - | - | - |
| ------- | ------- | - | - | - | - | - | - | - |
| 154 021 | 153 495 | - | - | - | - | - | - | - |

Le tableau et l'histogramme ci-dessus correspondent à la population de l'arrondissement, jusqu'au recensement de 2011 dans ses limites territoriales d'avant 2017.